# Доле (Ідрія)
Доле (словен. Dole) — поселення в горах на схід від Ідрії в регіоні Горішка, Словенія. Висота над рівнем моря: 784,1 м.